# Gescher
Gescher (pronunciación en alemán: /ˈɡɛʃɐ/ⓘ) es un municipio situado en el distrito de Borken, en el estado federado de Renania del Norte-Westfalia (Alemania), con una población a finales de 2016 de unos 17 175 habitantes.
Se encuentra ubicado al noroeste del estado, en la región de Münster, cerca de la frontera con Países Bajos.

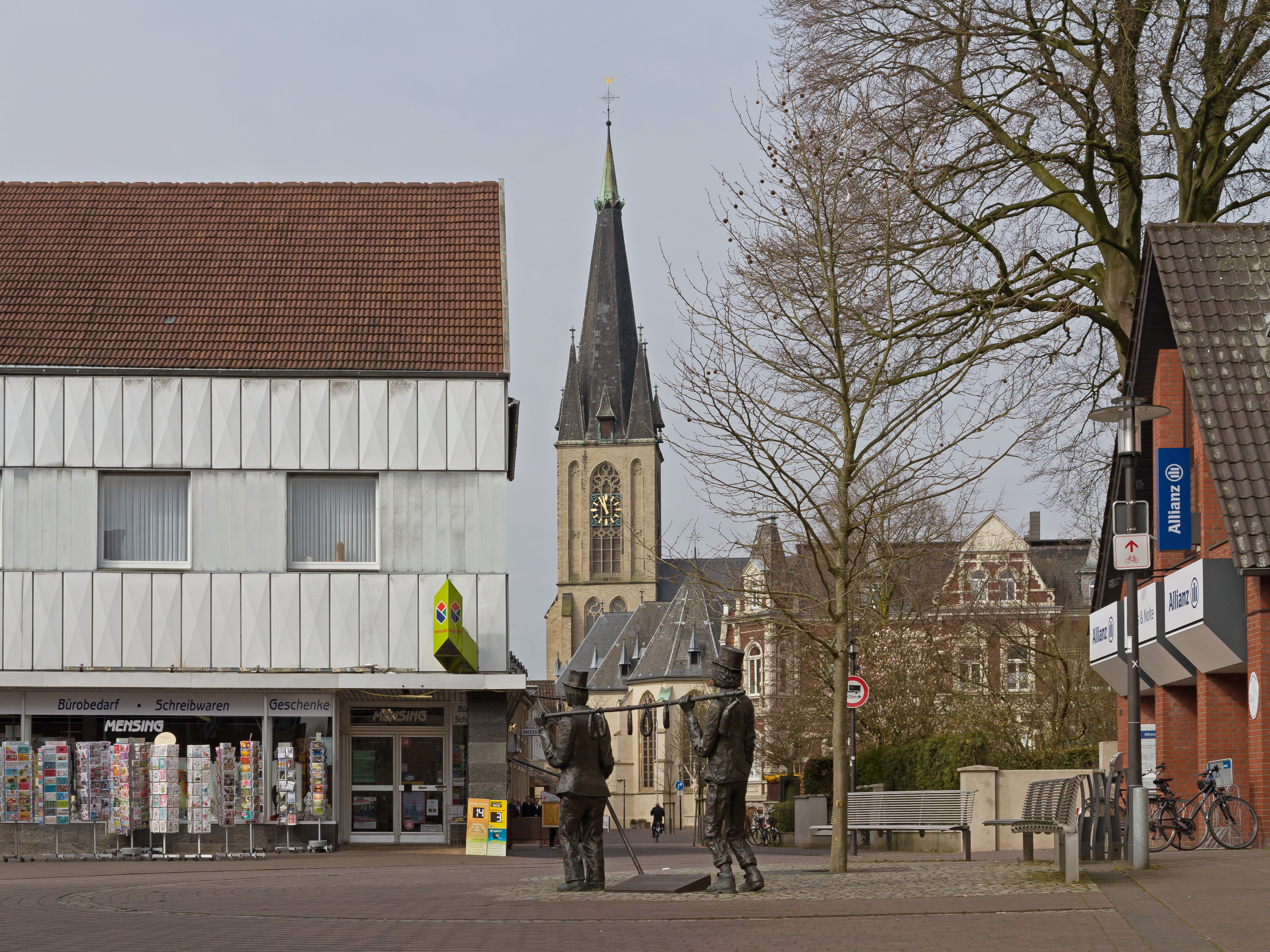
Gescher, la estatua (Brauchtum verbindet) y la iglesia al fondo

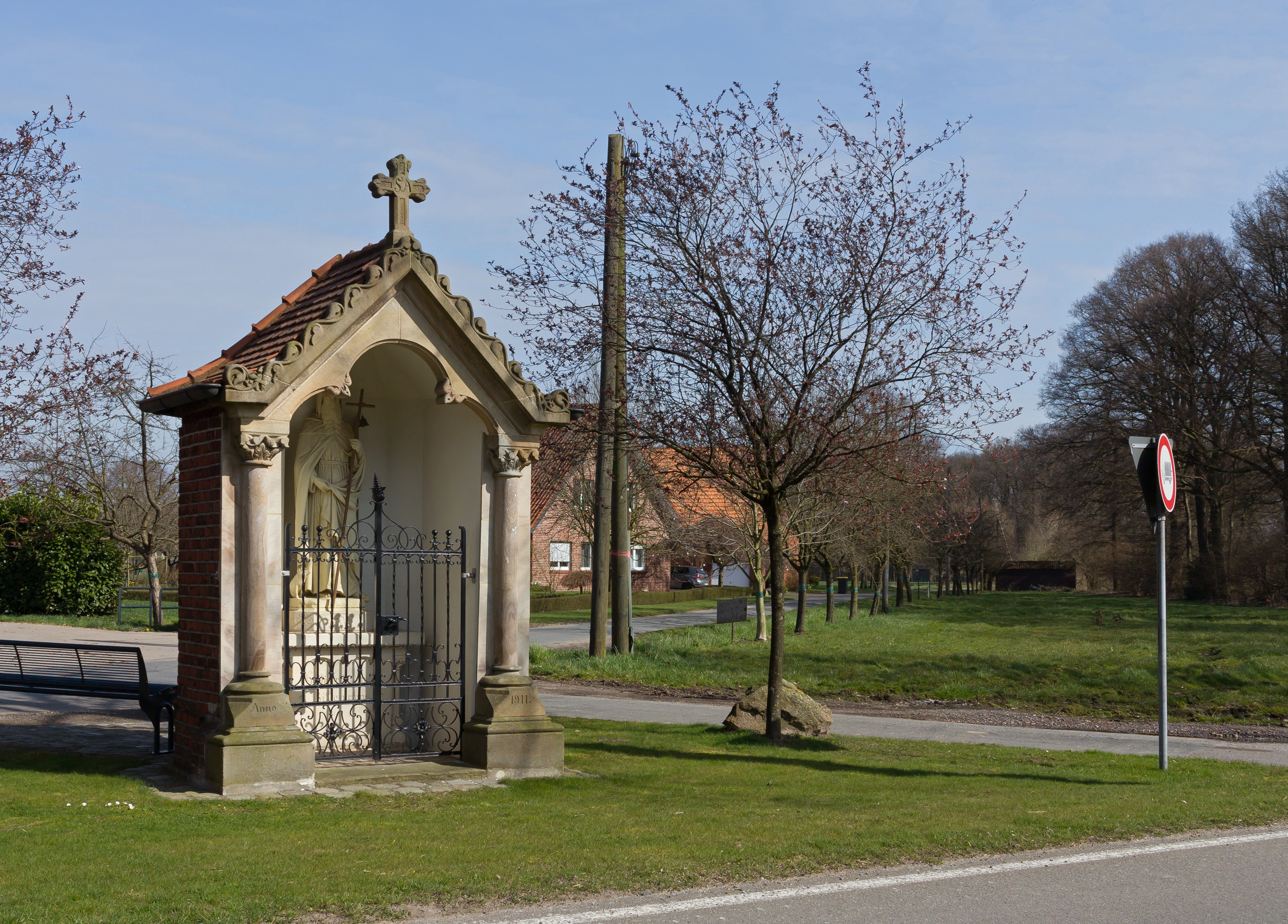
Tungerloh-Capellen, la caplilla